# La Chapelle-Fleurigné
La Chapelle-Fleurigné è un comune francese di 2.430 abitanti situato nel dipartimento dell'Ille-et-Vilaine nella regione della Bretagna. È stato istituito il 1° gennaio 2024 dalla fusione dei precedenti comuni di La Chapelle-Janson e Fleurigné.